# Molchat Doma
Molchat Doma (en rus: Молчаt Дома, traduït com Cases en Silenci) és una banda de post punk belarussa. La seva música combina elements de post-punk, new wave, darkwave i synth-pop.

## Història

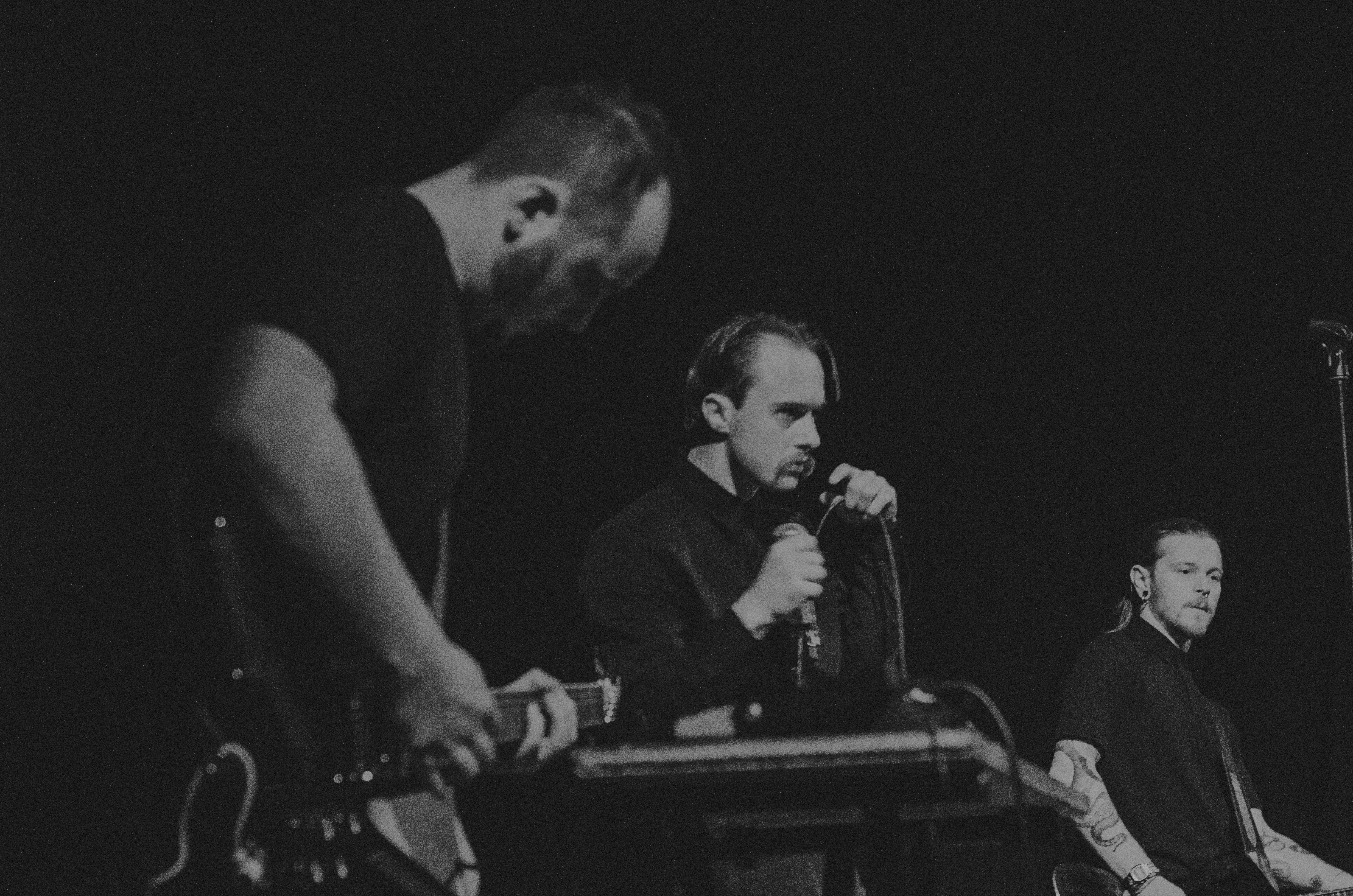
Molchat Doma en "Kablys + Kultūra" (Lituània) el 6 d'octubre de 2019.

La banda es va fundar a inicis de l'any 2017 a Minsk, per Egor Shkutko i Roman Komogortsev. Al principi el grup estava format per Komogortsev i Shkutko, aquest últim com a baixista. Mesos després s'incorporà Pavel Kozlov, establint-se com un trio musical.
El grup va signar pel segell independent alemany Detriri Rècords, llançant els àlbums С Крыш Наших Домов en 2017 i Этажи a l'any següent. Aquest últim es va incloure en "Els 20 millors àlbums de 2018", segons els crítics britànics.
En 2019, es van presentar en festivals com a Pop-Kultur (Berlín, Alemanya) i Tallinn Music Week (Tallinn, Estònia), on van ser elogiats pel periodista britànic Kiron Tyler, indicant que "són un grup de classe mundial" i "la comprensió instintiva del trio és especial". Del 5 al 8 de novembre de 2019, la banda va girar per Espanya. El mateix any, l'empresa Hugo Boss va triar la cançó del grup "На дне" per l'anunci de la col·lecció "pre-primavera 2020".
Al gener de 2020, van signar amb el segell novaiorquès Sacred Bones, reeditant els seus dos primers àlbums en format de disc de vinil per a Amèrica. Sumat a això, la banda tenia previst per Amèrica del Nord per primera vegada, al costat de Chrysta Bell, junt a una presentació al festival indepentent txec de harcore punk Fluff Fest. Aquesta i totes les seves presentacions han estat cancel·lades a causa de la pandèmia del COVID.
La banda va contribuir a un àlbum tribut a Black Sabbath, titulat What Is This That Stands Before Me?, juntament amb altres bandes de Sacred Bones. Van interpretar la seva pròpia adaptació de "Heaven and Hell" en rus. L'àlbum va ser llançat al maig de 2020, i a fi de mes publicada com a senzill en plataformes digitals.
El 25 d'agost de 2020 la banda, al costat de Molly Nilsson, The Youth Underground i diversos músics d'origen europeu, van participar de l'àlbum For Belarus, de vint-i-dues cançons, on Molchat Doma va cedir la cançó "Я не коммунист". Els fons obtinguts de la venda de l'àlbum (el preu del qual és a voluntat) seran destinats per a Belarus Solidarity Foundation, entitat que fa costat als ciutadans que han estat reprimits o han perdut el seu treball degut a la seva participació en les vagues i protestes pacífiques de Belarús.
El 15 de setembre de 2020 el grup va anunciar el seu tercer disc, Monument, que fou llançat el 13 de novembre. El 2022 es van convertir en el primer grup russoparlant en actuar al Festival de Coachella.
El setembre de 2024 van llançar el seu quart disc, Belaya Polosa.

## Estil musical i influències

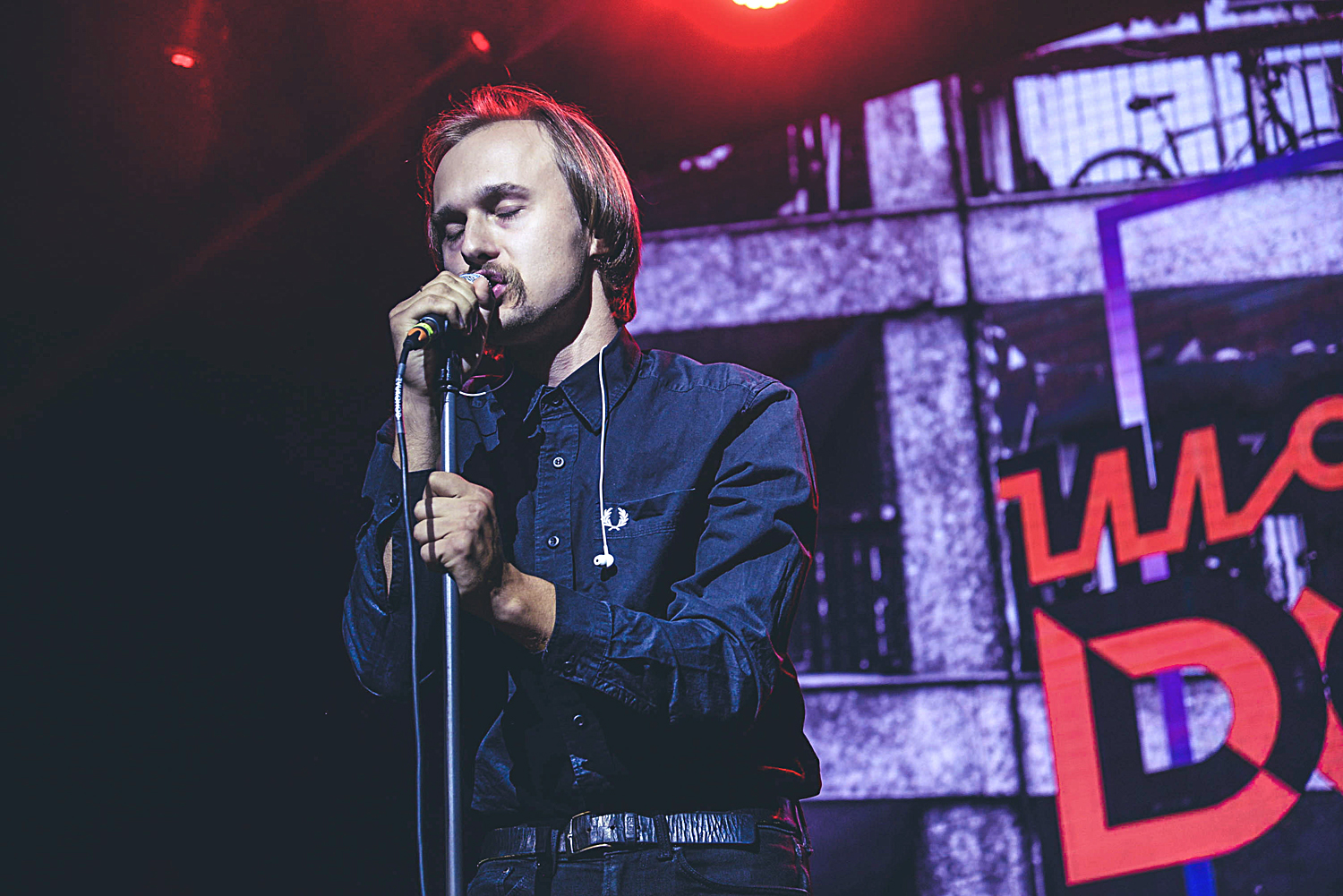
Molchat Doma a Sant Petersburg (Rússia) el 5 de setembre de 2020.

Molchat Doma ha declarat que van ser influenciats pel rock rus dels anys 80, de l'era de la Perestroika, especialment de Kinó. També han citat a The Cure, Joy Division i Depeche Mode.
En el seu lloc web, el trio descriu el seu so com a "post-punk, new wave i un extremadament fosc synth-pop". Sent la seva música etiquetada en aquests subgèneres, a més de coldwave. També destaca la substitució de la bateria per la caixa de ritmes. El lloc web Emerging Europe va descriure les seves lletres com "no explícitament antisoviètiques" sinó "[pintant] una imatge ombrívola de la vida sota el comunisme, així com la vida contemporània a Belarús, un país que encara intenta alliberar-se dels grillons del seu passat comunista. Si haguessin existit fa quaranta anys, la censura estatal soviètica hauria negat a la banda el dret de gravar". Molchat Doma sovint s'ha relacionat amb la música doomer, un tipus específic de música que conté atmosferes fredes i ombrívoles, lletres tristes i introspectives generalment centrades en la solitud, i un so distòpic en general. Com a resultat, moltes de les seves cançons han aparegut en "llistes de reproducció doomer" de YouTube, la qual cosa va tenir un paper clau de popularitat a través de la plataforma.

Una crítica del seu primer disc de 2017 senyalava que:

No han fet trampes, han escrit textos grans i sincers, les línies dels quals es poden treure de context com vulgueu i gairebé a l'atzar, però malgrat això seguiran sent rellevants, memorables i perfectament citades; han gravat una música impressionant en l'esperit de les llegendes del gènere com Joy Division, Bauhaus i The Cure; i finalment, d'alguna manera van tocar la tecla, van fer un concert on calia, i així van trobar el públic interessat en la seva música, el públic objectiu específic que qualsevol creador necessita tant. Finalment, esteu llegint aquesta crítica.

## Membres
- Egor Shkutko – veus
- Roman Komogortsev – guitarres, sintetitzadors, caixa de ritmes, percussió
- Pavel Kozlov – baix, sintetitzadors

## Discografia
- С крыш наших домов/S krysh nashikh domov (2017)
- Этажи/Etazhi (2018)
- Монумент/Monument (2020)
- Belaya Polosa (2024)